# Башня-руина (Царское Село)

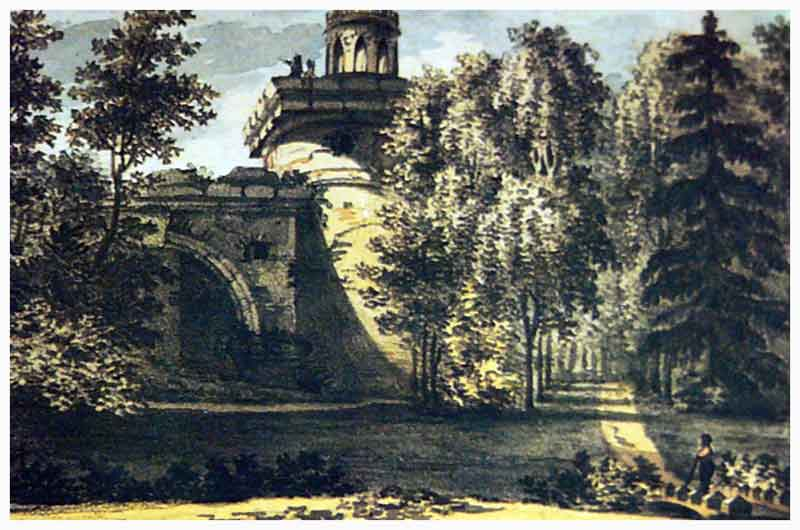
Башня-руина в 1820 г.

Башня-руина с искусственной горкой и готическими воротами — одно из мемориальных архитектурных сооружений в Екатерининском парке Царского Села (ныне город Пушкин Пушкинского района Санкт-Петербурга), посвященных победам российской армии в Русско-турецкой войне 1768—1774 гг. Является одним из искусственных подобий древних руин парка наряду с садовым павильоном Кухня-руина скульптора Кончецио Альбани, появившихся в соответствии с европейской модой на ностальгию по прекрасной древности; другие башни-руины в иных архитектурных стилях были созданы в других усадьбах XVIII—XIX века (например, Царицыно под Москвой и Орловский парк (дача князя Орлова) в посёлке Стрельна Петродворцового района Санкт-Петербурга). Искусственные руины являются одним из типов архитектурного каприза.
Башня-руина была возведена в южной части парка по повелению императрицы Екатерины II по проекту архитектора Ю. М. Фельтена в 1771—1773 году в честь побед русской армии в русско-турецкой войне 1768—1774 годов. Памятник был задуман как остатки старинной турецкой крепости, состоящей из гигантской башни и части крепостной стены, прорезанной аркой, с системой оборонных устройств. Стена с аркой переходит в земляную насыпь со склонами, покрытыми кустарниками и деревьями. На замковом камне, венчающем арку башни-руины, высечена надпись: «На память войны, объявленной турками России, сей камень поставлен ҂аѰѮИ года» где номер года дан в допетровском стиле буквами старой кириллической записи, трактуемой как 1768 [год].
После возведения башня служила видовой площадкой, а крепостная стена с главным входом в виде арки-въезда и земляной насыпью использовалась для прогулок и увеселительных катаний.
В основании насыпи, ведущей на вершину Башни-руины, стоят чугунные Готические ворота. Ворота спроектированы архитектором Ю. М. Фельтеном и отлиты в 1778 году из чугуна особой мягкости на Каменском казённом чугунолитейном заводе по деревянной модели, изготовленной из липы.